# الحابط (وشحة)

تعديل مصدري - تعديل

الحابط هي إحدى قرى عزلة ضاعن بمديرية وشحة التابعة لمحافظة حجة، بلغ تعداد سكانها 453 نسمة حسب تعداد اليمن لعام 2004.